# LRBA
LRBA‏ (LPS responsive beige-like anchor protein) هوَ بروتين يُشَفر بواسطة جين LRBA في الإنسان.
يعاني مرضى متلازمة شدياق-هيغاشي من نقص مناعي جهازي، يشمل خللاً في النقل المستقطب للحويصلات في عدد من أنواع خلايا الجهاز المناعي. في الفئران، تتكاثر هذه المتلازمة في سلالات تحمل طفرة في جين "البيج"، مما يؤدي إلى بروتينات تفتقر إلى نطاق BEACH (البيج وCHS1) وتكرارات WD الطرفية الكربوكسيلية. يحتوي بروتين LRBA على خصائص رئيسية لكل من بروتينات الربط البيج/CHS1 وبروتينات الربط A-kinase.
يؤدي نقص هذا البروتين لدى البشر إلى حالة تُعرف باسم نقص بروتين الربط الشبيه بالبيج المستجيب لـ LPS.